# ایشک‌تپه
ایشک تپه مربوط به دوران پیش از تاریخ ایران باستان - دوران‌های تاریخی پس از اسلام است و در بجنورد، دره قزلان واقع شده و این اثر در تاریخ ۱۶ خرداد ۱۳۵۶ با شمارهٔ ثبت ۱۴۳۰ به‌عنوان یکی از آثار ملی ایران به ثبت رسیده است.